# Europacupen i fotboll 1957/1958
Europacupen i fotboll 1957/1958 vanns av Real Madrid, Spanien som i finalmatchen besegrade AC Milan, Italien med 3–2 i Bryssel den 28 maj 1958. 
Säsongen präglades dock starkt av flygolyckan i München den 6 februari 1958 där 8 spelare från Manchester United omkom och fler andra skadades svårt, detta efter att ha spelat 3–3 borta mot Röda stjärnan i en av kvartsfinalerna i Europacupen.

## Kvalspel
| Lag 1            | Totalt              | Lag 2                  | Möte 1 | Möte 2 |
| CDNA Sofia       | 3–7                 | Vasas                  | 2–1    | 1–6    |
| Rangers          | 4–3                 | Saint-Étienne          | 3–1    | 1–2    |
| Stade Dudelange  | 01–14               | Röda stjärnan          | 0–5    | 1–9    |
| Århus GF         | 3–0                 | Glenavon               | 0–0    | 3–0    |
| Gwardia Warszawa | 4–4 (PO: 1–1 (e.f.) | Wismut Karl Marx Stadt | 3–1    | 1–3    |
| Sevilla          | 3–1                 | Benfica                | 3–1    | 0–0    |
| Shamrock Rovers  | 2–9                 | Manchester United      | 0–6    | 2–3    |
| AC Milan         | 6–6 (PO: 4–2)       | Rapid Wien             | 4–1    | 2–5    |

## Första omgången
| Lag 1                  | Totalt        | Lag 2         | Möte 1 | Möte 2 |
| Royal Antwerp          | 1–8           | Real Madrid   | 1–2    | 0–6    |
| IFK Norrköping         | 3–4           | Röda stjärnan | 2–2    | 1–2    |
| Wismut Karl Marx Stadt | 1–4           | Ajax          | 1–3    | 0–1    |
| Young Boys             | 2–3           | Vasas         | 1–1    | 1–2    |
| Manchester United      | 3–1           | Dukla Prag    | 3–0    | 0–1    |
| Sevilla                | 4–2           | Århus GF      | 4–0    | 0–2    |
| Borussia Dortmund      | 5–5 (PO: 3–1) | CCA București | 4–2    | 1–3    |
| Rangers                | 1–6           | AC Milan      | 1–4    | 0–2    |

## Slutspel

### Kvartsfinaler
| Lag 1             | Totalt | Lag 2         | Möte 1 | Möte 2 |
| Manchester United | 5–4    | Röda stjärnan | 2–1    | 3–3    |
| Real Madrid       | 10–20  | Sevilla       | 8–0    | 2–2    |
| Ajax              | 2–6    | Vasas         | 2–2    | 0–4    |
| Borussia Dortmund | 2–5    | AC Milan      | 1–1    | 1–4    |

### Semifinaler
| Lag 1             | Totalt | Lag 2    | Möte 1 | Möte 2 |
| Real Madrid       | 4–2    | Vasas    | 4–0    | 0–2    |
| Manchester United | 2–5    | AC Milan | 2–1    | 0–4    |

### Final
|             | 28 maj 1958 | Real Madrid                                                 | 0000 3 – 2 (e.fl.) | AC Milan                               | Heyselstadion                                           |                                                         |
| 18:00 UTC+1 | 18:00 UTC+1 | Alfredo Di Stéfano 74′ Héctor Rial 79′ Francisco Gento 107′ | (0 – 0) Rapport    | 59′ Juan Schiaffino 77′ Ernesto Grillo | Bryssel Publik: 67 000 Domare: Albert Alsteen (Belgien) | Bryssel Publik: 67 000 Domare: Albert Alsteen (Belgien) |
| 18:00 UTC+1 | 18:00 UTC+1 |                                                             |                    |                                        | Bryssel Publik: 67 000 Domare: Albert Alsteen (Belgien) | Bryssel Publik: 67 000 Domare: Albert Alsteen (Belgien) |
| 18:00 UTC+1 | 18:00 UTC+1 |                                                             |                    |                                        | Bryssel Publik: 67 000 Domare: Albert Alsteen (Belgien) | Bryssel Publik: 67 000 Domare: Albert Alsteen (Belgien) |

| Europacupmästare 1957/58  |
| ------------------------- |
| Real Madrid Tredje titeln |

## Anmärkningslista
1. ↑  20 minuter in i förlängningen fick man problem med strålkastarna, matchen avbröts och slantsinglingen avgjorde vem som gick vidare.

### Webbkällor
Den här artikeln är helt eller delvis baserad på material från engelskspråkiga Wikipedia, tidigare version.